# The Star Wars Holiday Special
Das Star Wars Holiday Special ist eine speziell für das Fernsehen produzierte, 97 Minuten lange Star-Wars-Fernsehsendung, die am Freitag, dem 17. November 1978, auf dem US-amerikanischen Fernsehsender CBS ausgestrahlt wurde. Mit Ausnahme von Alec Guinness und Peter Cushing sind darin alle Hauptdarsteller des Films Krieg der Sterne von 1977 vertreten. George Lucas hat das Skript selbst geschrieben, jedoch konnte er sich nicht um die eigentliche Produktion kümmern, da er bereits mit Das Imperium schlägt zurück beschäftigt war. Mittlerweile gehört der Film zur unkanonischen Legends-Timeline.
Die Show erzielte hohe Einschaltquoten und wurde in rund 18 Millionen Haushalten verfolgt, dennoch wurde sie anschließend nie wieder in den USA ausgestrahlt. Zwischen 1979 und 1981 fanden jedoch auch Ausstrahlungen in anderen Ländern, wie Frankreich oder Brasilien statt, ehe sie auch dort nie wieder ausgestrahlt wurden. Auch im regulären Handel kann das Special nicht erworben werden. George Lucas war vom Ergebnis enttäuscht und fand die Qualität der Fernsehsendung so schrecklich, dass er eine weitere Ausstrahlung oder eine Veröffentlichung auf Video zu verhindern versuchte. Nach nun mehr als 40 Jahren sind Kopien des Star Wars Holiday Special zu einem beliebten Sammlerobjekt geworden.

## Handlung
Der „Tag des Lebens“ steht kurz bevor, ein Feiertag der Wookiees. Chewbacca ist auf dem Weg nach Hause, um seine Wookiee-Familie wiederzusehen und dort den Feiertag mit ihnen zu verbringen. Der Schmuggler Han Solo begleitet seinen Copiloten Chewbacca mit seinem Raumschiff, dem Millennium Falcon. Auf dem Weg zu Chewbaccas Heimatplaneten Kashyyyk werden sie von zwei Sternenzerstörern angegriffen. Han beschließt umzukehren, jedoch möchte Chewbacca unbedingt zu seiner Familie und dort den Feiertag verbringen. Nach kurzer Überlegung lässt sich Han darauf ein, aber sie werden sich wohl verspäten, da der Hyperantrieb ihres Raumschiffs schwer beschädigt wurde.
Auf Kashyyyk wartet währenddessen Chewies Familie. Seine liebevolle Frau Malla, sein Sohn Lumpy und sein griesgrämiger Vater Itchy machen sich große Sorgen und warten sehnsüchtig auf Chewies Ankunft. Besorgt wenden sie sich an Luke und Leia, die ihnen auch keinen Anhaltspunkt geben können, wo sich Chewbacca aufhalten könnte. Um sich abzulenken und die Wartezeit zu überbrücken, schaut sich die Familie ein Unterhaltungsprogramm an. Anschließend versucht Malla zu kochen, während Itchy sich mit einer Fantasiemaschine ablenkt.
Indessen kreist Darth Vaders Sternenzerstörer um den Planeten Tatooine, um auf die Ankunft von Han und Chewbacca zu warten. Vader ist vom Imperium informiert worden, dass der Millennium Falcon nahe Tatooine gesichtet worden war. Er war sowieso auf der Suche nach Han und Chewbacca, da diese auch für den Verlust des ersten Todessterns mitverantwortlich sind. Ungeduldig verhängt Vader eine Blockade rund um den Planeten Kashyyyk und lässt jeden einzelnen Haushalt im Umkreis durchsuchen.
So kommen imperiale Offiziere und Sturmtruppen auch zu Chewies Familie und stellen ihnen Fragen zu Hans und Chewbaccas Aufenthaltsort. Nachdem die Imperialen das Haus der Wookiees eingenommen haben, schauen sie sich Unterhaltungssendungen an. Lumpy schaut heimlich einen Boba-Fett-Zeichentrickfilm, später Die Geschichte vom treuen Wookiee benannt, und die Sturmtruppen schauen sich die Reality-Show „Das Leben auf Tatooine“ an.
Inzwischen sind Han und Chewbacca auf Kashyyyk angekommen. Schnell werden sie von Imperialen entdeckt, die von Han und Chewbacca natürlich besiegt werden können. Nun kommen alle Wookiee-Familien aus der Nachbarschaft zusammen, um den „Tag des Lebens“ zu feiern. Zu ihrer Überraschung entdecken sie dort auch Han, Luke, Leia, C-3PO und R2-D2. Am Ende singt Leia zur Feier des Tages auch noch ein Abschlusslied.

## Die Geschichte vom treuen Wookiee
Die Geschichte vom treuen Wookiee ist der animierte Kurzfilm über Boba Fett, der als Teil des Holiday Specials ausgestrahlt wurde. Im Englischen heißt er The Faithful Wookiee oder The Story of the Faithful Wookiee. Anders als der Rest des Holiday Specials wurde dieser Kurzfilm, der Boba Fett das erste Mal vorstellte, positiv aufgenommen und deshalb wiederveröffentlicht. Er ist 9 Minuten lang.

### Handlung
Han Solo und Chewbacca sind auf einer wichtigen Mission, um einen Talisman zu finden, den die Rebellion und das Imperium suchen. Dieser Talisman macht Dinge unsichtbar.
Bei der Rückkehr zur Basis, auf der sich unter anderem Luke und Leia befinden, ist Han bewusstlos und wurde von Chewie mit dem Kopf nach unten an die Decke des Rasenden Falken gehängt, damit sein Gehirn mit ausreichend Sauerstoff versorgt wird.
Er fliegt davon, Luke nimmt mit R2-D2 und C-3PO die Verfolgung auf. Sie landen auf einem Mond im Pana-System. Leia verfolgt währenddessen das Geschehen aus der Basis, bis der Kontakt bei der Landung abbricht.
Lukes Schiff wird von einem Monster angegriffen. Boba Fett taucht auf, rettet Luke und zähmt das Monster. Dann bietet er seine Hilfe an.
Zusammen finden sie das Schiff von Han und Chewie. Dort angekommen zerstört Chewbacca den Talisman und Luke wird, wie Han, bewusstlos. R2-D2 entdeckt einen Schlaf-Virus, der nur Menschen befällt, woraufhin Boba Fett, der das Virus zu kennen scheint, ein Gegenmittel in einer Stadt auf dem Mond besorgen möchte. Chewbacca ist misstrauisch und begleitet ihn.
In der Stadt angekommen trennen sich Boba Fett und Chewie, um den Sturmtruppen aus dem Weg zu gehen. Zwar findet Boba das Gegenmittel schnell, kontaktiert danach jedoch Darth Vader und teilt diesem mit, dass alles nach Plan verlaufe. Diese Übertragung fangen R2-D2 und C-3PO im Falken ab.
Auf dem Rückweg aus der Stadt werden Boba und Chewie von Sturmtruppen verfolgt, die Boba Fett absichtlich mit einem Gewehr verfehlt, während Chewbacca sie trifft. Nachdem Boba Han und Luke das Gegenmittel verabreicht hat, teilen R2-D2 und C-3PO ihre Entdeckung mit. Daraufhin flieht Boba Fett.

### Synchronisation
Die englischen Originalsprecher sind im Folgenden aufgelistet.
| Rolle          | Originalsprecher          |
| -------------- | ------------------------- |
| Han Solo       | Harrison Ford             |
| Luke Skywalker | Mark Hamill               |
| Leia Organa    | Carrie Fisher             |
| C-3PO          | Anthony Daniels           |
| Boba Fett      | Don Francks, Gabriel Dell |
| Darth Vader    | James Earl Jones          |

### Veröffentlichung
Die Erstausstrahlung fand mit dem Holiday Special am 17. November 1978 in den USA auf CBS statt. Mit dem Blu-ray Boxset der Episoden I–VI von 2011 wurde mit dem Boba Fett-Film zum ersten Mal seit der Erstausstrahlung ein Teil des Holiday Specials als Bonus wiederveröffentlicht. Auf Disney+ wurde er im englischsprachigen Raum am 2. April 2021 veröffentlicht, der deutschsprachige Raum folgte am 18. Juni 2021.

## Hintergrund
Teile des Holiday Special wurde mit Filmmaterial aufgefüllt, das für den ersten Star-Wars-Film aus dem Jahre 1977 nicht verwendet wurde.

## Rezeption
Das Star Wars Holiday Special wurde von Kritikern und Publikum nahezu ausschließlich negativ aufgenommen.
Bei Rotten Tomatoes erhielt das Special eine Wertung von 27 %, basierend auf 15 Kritiken. Beim Publikum kam das Werk nur auf einen Anteil positiver Wertungen von 19 %. Die Nutzer der Internet Movie Database bewerteten den Film mit durchschnittlich 2,1 von 10 Sternen bei über 15.000 abgegebenen Stimmen. Der Autor David Hofstede nannte die Show in seinem Buch What Were They Thinking? auf Platz eins der „dümmsten Momente der Fernsehgeschichte“ und bezeichnete sie als „die schlechtesten zwei Stunden, die jemals im Fernsehen zu sehen waren“. Auch Atlantic Weekly Daily listete das Star Wars Holiday Special 2011 vor Santa Claus Conquers the Martians und Santa Claus mit Muckis auf Platz 1 der schlechtesten Weihnachtsfilme aller Zeiten.
Für einige Star-Wars-Fans, die das Special sahen, war der einzige positive Aspekt der neunminütige Boba-Fett-Zeichentrickfilm, in dem die Figur erstmals öffentlich vorgestellt wurde.